# Emmesomyia nigrolutea
Emmesomyia nigrolutea är en tvåvingeart som beskrevs av Malloch 1921. Emmesomyia nigrolutea ingår i släktet Emmesomyia och familjen blomsterflugor. Inga underarter finns listade i Catalogue of Life.